# Adiantum oyapokense
Adiantum oyapokense là một loài dương xỉ trong họ Pteridaceae. Loài này được Jenman mô tả khoa học đầu tiên năm 1899.